# Archilab
Archilab est le nom donné aux rencontres internationales d'architecture qui se tiennent à Orléans dans le département français du Loiret depuis 1999,.

## Présentation
Cette manifestation réunit des architectes du monde entier pour qui le logement collectif ou individuel est aussi l'occasion de réfléchir à de nouvelles stratégies conceptuelles,.
L'organisation des rencontres est assurée par la ville d'Orléans, le ministère français de Culture et de la Communication ainsi que par le fonds régional d'art contemporain de la région Centre.
Les premières rencontres se sont déroulées en 1999, puis tous les ans jusqu'en 2004 ; depuis 2004, elles se déroulent tous les deux ans.